# Stingray (siluro)
Lo Stingray è stato il primo siluro leggero antisommergibile di progettazione inglese lanciabile sia da navi di superficie, anche di piccolo tonnellaggio, che da elicotteri o aerei antisommergibile. L'arma è stata esportata in Marocco, Norvegia, Romania e Thailandia.

## Storia
Negli anni cinquanta del XX secolo la Royal Navy era dotata di siluri aviolanciati Mk 30 dotati di sistema di guida passivo, il quale sfruttava il rumore prodotto dal sommergibile per dirigersi sul bersaglio. I progressi tecnologici dell’epoca ridussero in maniera notevole le emissioni acustiche prodotte dai sottomarini, e fu progettato un nuovo sistema d’arma, designato Mk 31, dotato di un sistema di guida attiva sul bersaglio, che tuttavia non ottenne l’approvazione governativa per la produzione in serie in quanto fu preferito l’adozione dei siluri leggeri di produzione americana General Electric Mk 44 Mod 1, acquistati nel corso degli anni sessanta e poi sostituito dai similari Mk 46 Mod 0/1.
Il desiderio di non dipendere troppo dagli acquisti di armi americane portò, a partire dal 1964, all’avvio di un programma di ricerca nazionale inizialmente designato Naval and Air Staff Requirement (NASR) 7511, e poi, Sting Ray.
Nel 1969 il governo inglese incaricò la ditta Marconi Underwater Systems Ltd di avviare la progettazione in dettaglio di un nuovo siluro leggero antisommergibile con autoguida acustica che poteva essere impiegato sia a bordo delle unità di superficie, sia di media che grossa dimensione, che dai velivoli e dagli elicotteri ASW anche di tipo leggero.
Verso l’inizio degli anni settanta la marina sovietica iniziò ad immettere in servizio i nuovi sommergibili d'attacco a propulsione nucleare classe Alfa e lanciamissili d’attacco (SSGN) classe Papa. Il comando NATO rilevò che questi battelli disponevano di un rivestimento anecoio, raggiungevano un’elevata velocità in immersione e raggiungevano una altrettanto elevata profondità operativa, che nel caso degli Alfa poteva toccare i 1.000 m di quota. Gli uffici per la pianificazione della guerra antisommergibile constatarono che le armi leggere allora in servizio, i siluri Mk 44 Mod 1 e Mk 46 Mod 0/1/2, erano inadeguate a contrastare la nuova minaccia, maggiormente per quanto riguardava il sistema di autoguida.
Nel corso del 1976 i disegni del nuovo siluro, il cui responsabile del progetto era Eric Risness (CBE), furono completamente modificati a causa di gravi problemi insorti, e il governo prese in considerazione l’acquisto del siluro americano Honeywell Mk 46 Mod 5 che garantiva caratteristiche similari, pur non disponendo una testata bellica a carica cava e di un avanzato sistema di autoguida attiva/passiva con computer incorporato, e costava meno.

## Tecnica

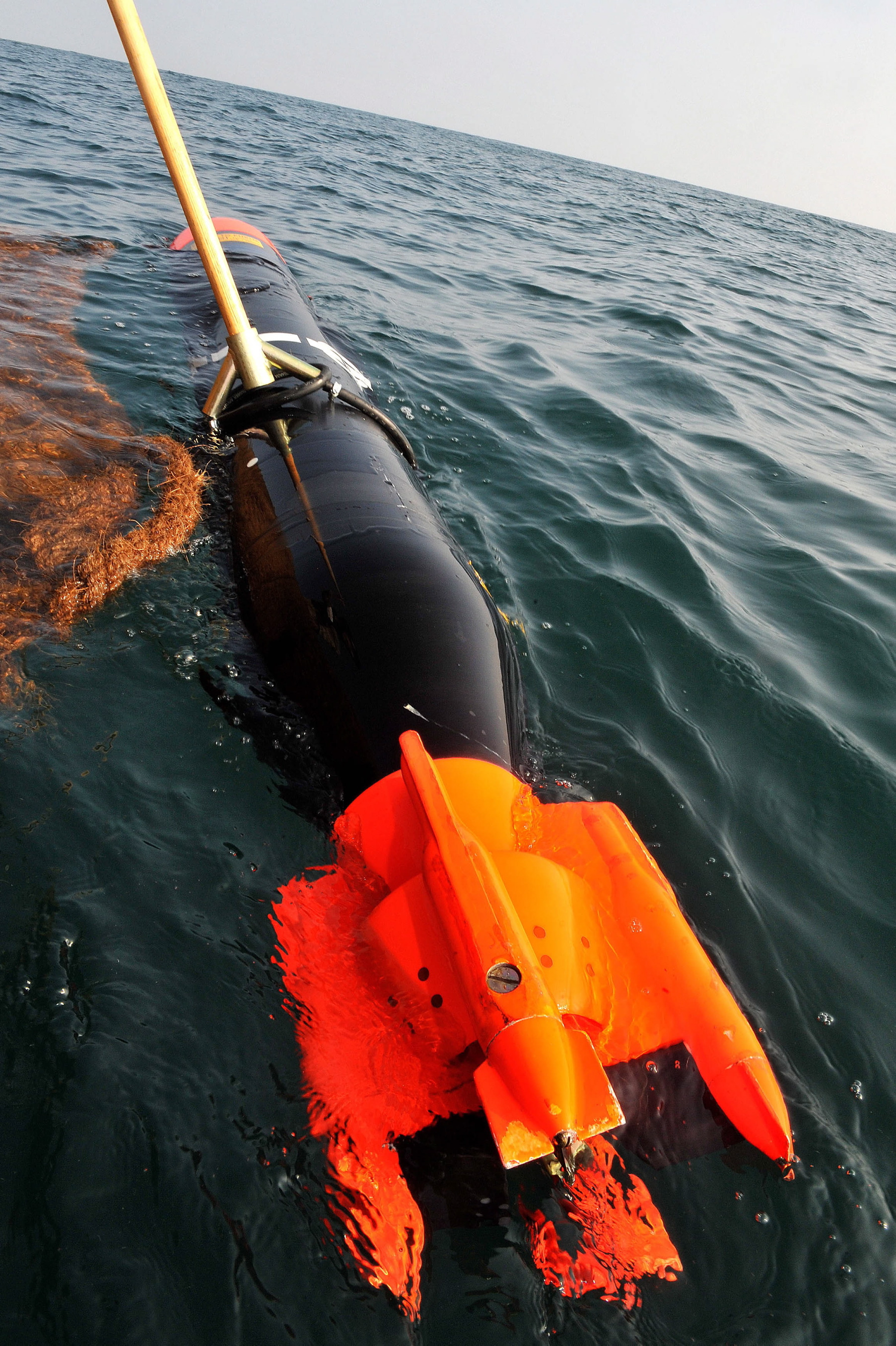
Versione da addestramento del siluro Stingray

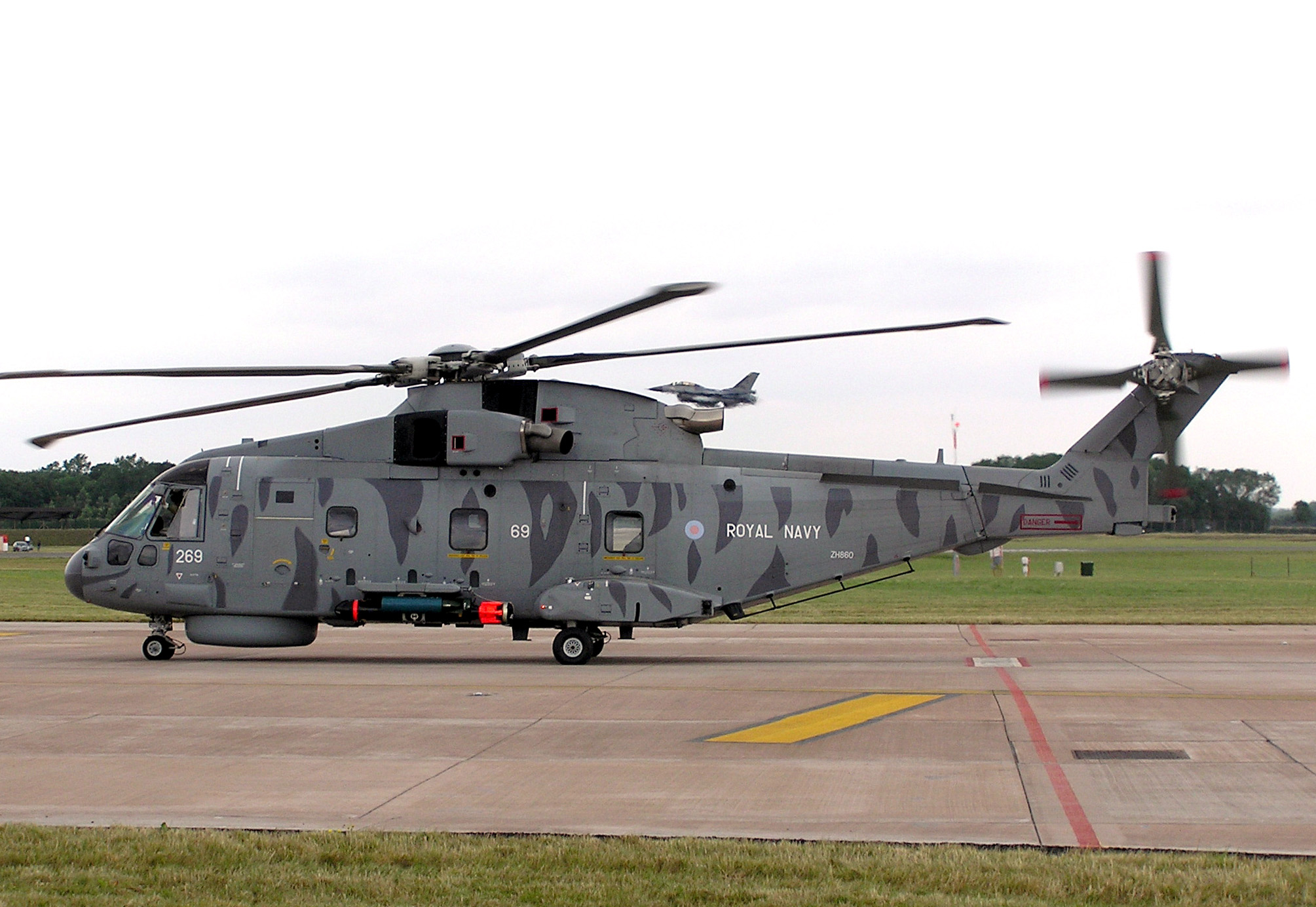
Un elicottero pesante Westland Merlin HM Mk 1 dotato di siluro antisommergibile Stingray.

Il siluro Marconi Stingray è un siluro leggero antisommergibile a propulsione elettrica, con zero emissione di bolle d'aria durante la corsa. Il pump-jet, azionato da un motore elettrico alimentato da una batteria ad acqua di mare al magnesio/cloruro d'argento, garantisce una velocità massima di 45 nodi. La corsa utile è di circa 11 km a 45 nodi 
La testata bellica a carica cava (spoletta a impatto) è composta da 40 kg di esplosivo Torpex e appositamente concepita per perforare il doppio scafo dei sommergibili di progettazione sovietica.
Il sistema di guida si basa su un calcolatore digitale accoppiato ad un sonar attivo/passivo funzionante su molte frequenze e con fasci di emissione di ampiezza diversa. Il software è appositamente concepito per tenere contro dei falsi bersagli che potrebbero essere lanciati dai sommergibili sottoposti ad attacco.

## Impiego operativo
Distribuito alle unità di superficie della Royal Navy a partire dall'inizio degli anni ottanta, l'arma non fu impiegata durante la guerra delle Falkland del 1982 come invece accadde all'Mk 46 Mod 2. In seguito fu imbarcato sugli impianti trinati STWS 2 dei cacciatorpediniere classe Type 42 e delle fregate lanciamissili classe Type 22 e Type 23, e sui velivoli antisommergibile BAe Nimrod MR. Mk 2 (fino a nove esemplari) e sugli elicotteri ASW Westland Lynx HAS Mk 2/3 (uno o due esemplari) e Sea King HAS Mk 2A/5 (quattro esemplari).
Il sistema d'arma Stingray inglese è stato esportato in diversi Paesi, Marocco, Norvegia, Romania e Thailandia.

## Versioni
- Stingray Mod 0: prima versione
- Stingray Mod 1: seconda versione con velocità massima di 45 nodi su una corsa di 8.000 m.

## Utilizzatori

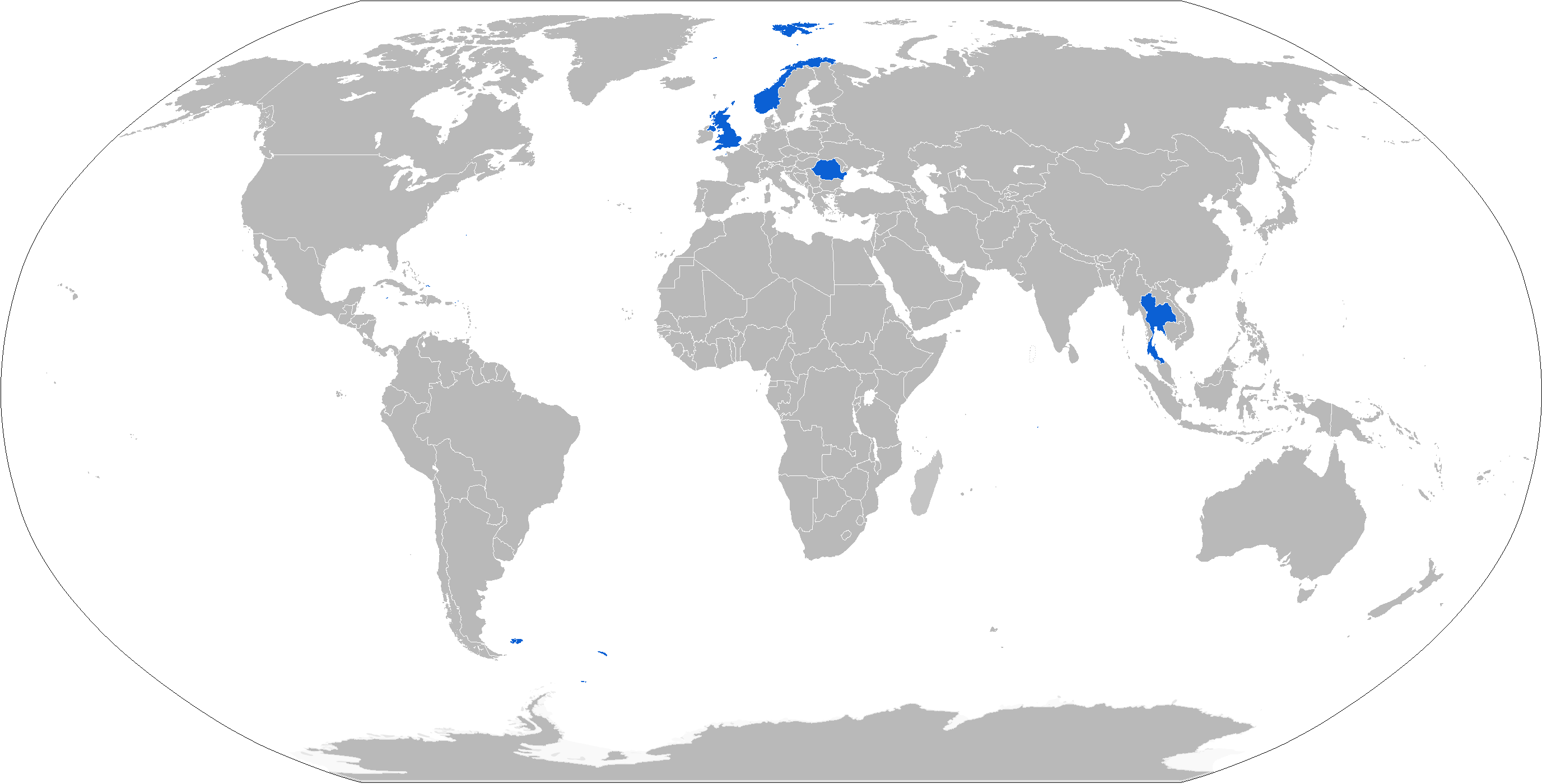
Mappa con i paesi utilizzatori dello Stingray evidenziati in blu.

Regno Unito
- Royal Navy

 Marocco
- al-Bahriyyat al-Malikiyya

 Norvegia
- Kongelige Norske Sjøforsvaret

 Romania
- Forțele Navale Române

 Thailandia
- Kongthap Ruea Thai

### Annotazioni
1. ↑  La cancellazione definitiva del siluro leggero da 324 mm Mk 31, i cui studi erano stati portati avanti in ambito militare, avvenne nel 1970.
2. ↑  Ma solo verso la fine degli anni settanta.
3. ↑  Secondo il MOD l’acquisizione del siluro americano costava 720 milioni di sterline, contro il 920 dello Stingray, a cui però si dovevano aggiungere i 161 milioni di sterline che sarebbe costata la cancellazione del progetto nazionale.
4. ↑  Essa previene le inevitabili perdite di velocità dovute all'aumento della profondità raggiunta.
5. ↑  La prevista sostituzione del Torpex con un esplosivo al plastico PBX-104 non sembra mai essere stata adottata.
6. ↑  Acronimo di Ship's Torpedo Weapon System-2 (sistema d'arma siluristico di pronta reazione n° 2).

### Fonti
1. 1 2 3 4 5 6 7  Drago, Boroli 1992-94, p. 9.
2. 1 2 3 4 5 6 7 8 9  Drago, Boroli 1992-94, p. 10.
3. 1 2 3  Cooper 1997, p. 9.
4. ↑  Drago, Boroli 1992-94, p. 12.